# Hamnavoe (Lunna Ness)

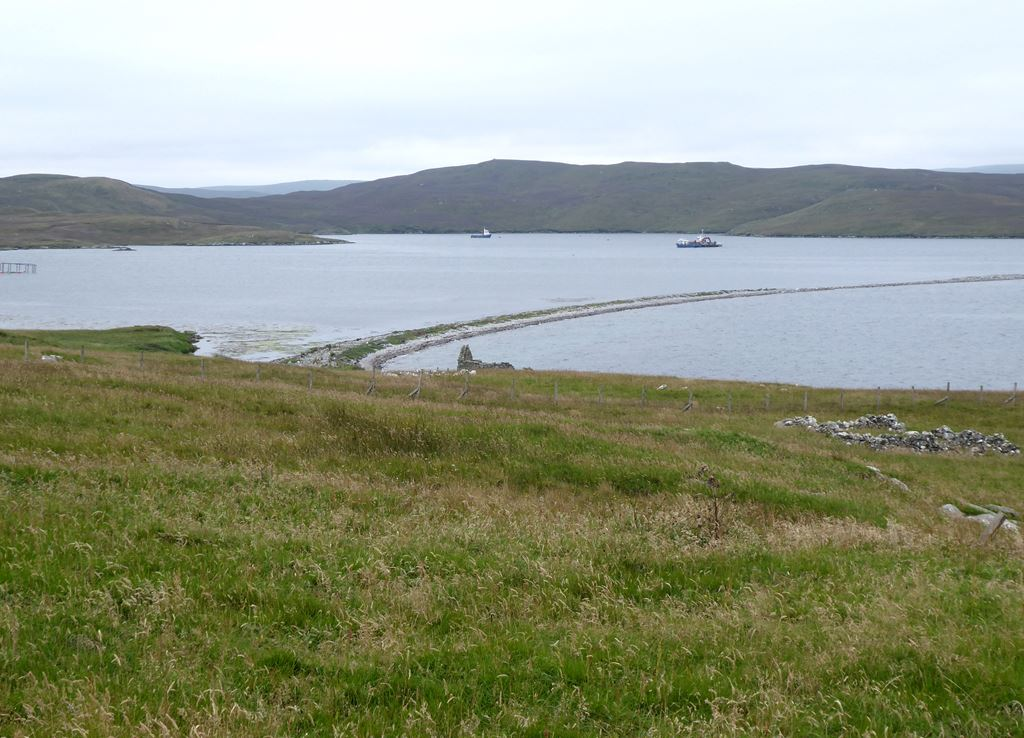
Die Nehrung von Hamnavoe

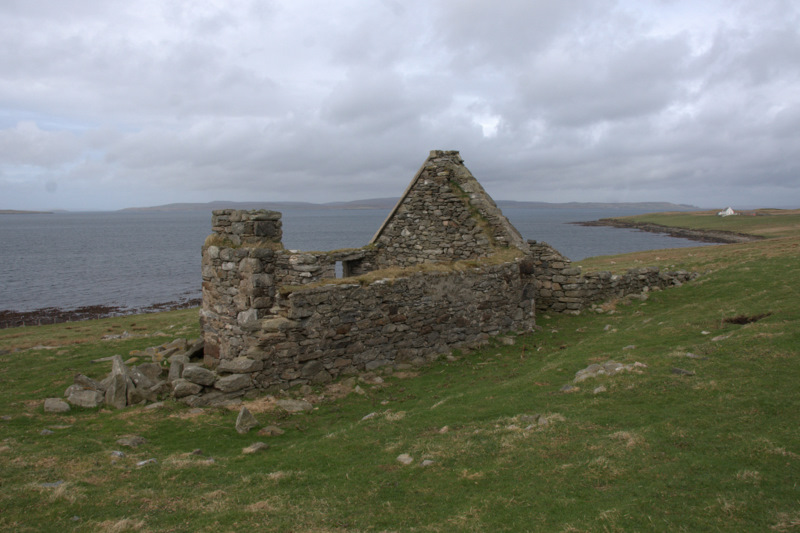
Verfallenes Haus an der Bucht

Hamnavoe ist eine kleine Ortschaft, die im Nordosten der zu Schottland zählenden Shetlands liegt.

## Geographie
Hamnavoe liegt im Westen von Lunna Ness, einer Halbinsel an der nordöstlichen Küste Mainlands, im Osten der Bucht Boatsroom Voe, in die eine kurze Nehrung reicht. In Hamnavoe leben hauptsächlich Crofter. Die nächste Ortschaft ist Mooradale im Süden.

## Historisches
Im Rahmen der historischen Gliederung Schottlands in Civil Parishes zählt Hamnavoe zu Nesting.